# Roc de Galliner
El Roc de Galliner és una muntanya de 1.630 metres que es troba al municipi de Fígols i Alinyà, a la comarca de l'Alt Urgell. Aquest cim està inclòs a la llista dels 100 cims de la FEEC i es troba en una zona protegida, a l'àmbit del Prepirineu Central català de la xarxa Natura 2000 i al Pla d'Espais d'Interès Natural de les Serres d'Odèn-Port del Comte.

## Ruta normal
La ruta normal, d'uns 7 km, comença a Alinyà (940 metres), sortint poble pel carrer del Sol i la plaça del Ball Pla d'Alinyà per enfilar per un corriol fins al coll de la Nou, un punt des d'on es gaudeix d'una vista panoràmica de la vall. Es continua per una pista, el camí de l'Alzina d'Alinyà, cap a ponent, en direcció al coll de la Maçana primer i del coll de Durau despreś. Des d'aquest punt es pot pujar al dolmen de Can Durau. La ruta continua cap a ponent per la pista fins a arribar a un trencall a l'esquerra que mena cap a la font de la Masieta, després la ruta va a cercar l'aresta que se segueix fins al cim. El tram de l'aresta requereix experiència. També es pot començar al poble de l'Alzina d'Alinyà (1.350 metres) i arribar al coll de la Nou per pista i amb menys desnivell.